# Volleyball Team Tirol 2021-2022
Questa voce raccoglie le informazioni riguardanti il Volleyball Team Tirol nelle competizioni ufficiali della stagione 2021-2022.

## Organigramma societario
Area direttiva
- Presidente: Hannes Kronthaler

Area tecnica
- Allenatore: Štefan Chrtianský
- Allenatore in seconda: Daniel Končal

Area sanitaria
- Fisioterapista: Štefan Chrtianský, Just Janto

## Rosa
| N° | Nome             | Ruolo | Data di nascita   | Nazionalità sportiva |
| -- | ---------------- | ----- | ----------------- | -------------------- |
| 1  | Andreas Fröhlich | O     | 30 ottobre 1992   | Austria              |
| 2  | Felix Oberkofler | C     | 28 settembre 1999 | Austria              |
| 3  | Simon Miller     | S     | 18 novembre 1998  | Germania             |
| 4  | Elia Lau         | C     | 14 dicembre 2003  | Austria              |
| 5  | Mohamed Abu Hobi | S     | 25 gennaio 1993   | Siria                |
| 6  | Zheng Zi-Zhao    | L     | 19 giugno 2000    | Austria              |
| 8  | Daniel Končal    | P     | 16 settembre 1982 | Slovacchia           |
| 9  | Thomas Höfer     | L     | 19 dicembre 1996  | Austria              |
| 10 | Leander Örley    | S     | 13 marzo 1999     | Austria              |
| 11 | Elias Rosenkranz | C     | 12 ottobre 2001   | Austria              |
| 12 | Niklas Jeschko   | C     | 10 settembre 2000 | Austria              |
| 13 | Finn Örley       | S     | 11 marzo 2004     | Austria              |
| 14 | Robert Gavan     | O     | 25 aprile 2003    | Austria              |
| 16 | Daniel Minkov    | P     | 20 luglio 1999    | Bulgaria             |